# Premier secrétaire de l'administration
Le premier secrétaire de l’administration (chinois traditionnel : 政務司司長), souvent référé sous le nom premier secrétaire et l’abréviation CS, est le numéro deux du Gouvernement de Hong Kong. Le CS assiste le chef de l'exécutif de Hong Kong (le gouverneur de Hong Kong avant le transfert de souveraineté) dans la supervision du Gouvernement de Hong Kong aux ordres du chef de l'exécutif et joue un rôle clef dans la formulation et la mise en place de la politique du gouvernement dans son ensemble. Son rôle est particulièrement important dans les zones interministérielles.
Le premier secrétaire est aussi responsable de zones spécifiques de l’agenda politique du chef de l'exécutif. Il doit forger une relation de travail étroite et efficace avec le Conseil législatif. Il doit concevoir le programme législatif du Gouvernement.
Le premier secrétaire de l’administration exerce aussi des fonctions statutaires inscrites dans la position par la loi, comme celles concernant la gestion des appels et certains organes publiques.
Avant le transfert de souveraineté en 1997, le titre était simplement « Premier secrétaire » (布政司). Avant 1976, le titre était « secrétaire colonial » (輔政司).
Avant l’introduction du système de responsabilisation des fonctionnaires (POAS) en 2002, c’était un haut fonctionnaire. À partir de 2005, cette position n’a été occupée que par des anciens hauts fonctionnaires partis à la retraite.

## Liste des secrétaires

### Secrétaires coloniaux entre 1843 et 1976
- John Robert Morrison (1843–1844)
- Sir Frederick Bruce (1844–1846)[3]
- William Caine (1846–1854)[4]
- William Thomas Mercer (1854–1868)[5]
- John Gardiner Austin (1868–1879)[6]
- William Henry Marsh (1879–1887)
- Dr. Frederick Stewart (1887–1890)
- Francis Fleming (1890–1892)
- George Thomas Michael O'Brien (1892–1895)
- Sir James Haldane Stewart Lockhart (1895–1902)
- Sir Francis Henry May (1902–1910)
- W.D. Barnes (1911)
- Sir Claud Severn (1912–1925)
- Sir Wilfrid Thomas Southorn (1925–1936)
- Norman Lockhart Smith (1936–1941)
- Sir Franklin Charles Gimson (1941)
- David Mercer MacDougall (1945–1949)
- John Fearns Nicoll (1949–1952)
- Sir Robert Brown Black (1952–1955)
- Edgeworth Beresford David (1955–1958)
- Claude Bramall Burgess (1958–1963)
- Edmund Brinsley Teesdale (1963–1965)
- Dr. Michael David Irving Gass (1965–1970)
- Sir Hugh Selby Norman-Walker (1969–1973)
- Sir Denys Tudor Emil Roberts (1973–1976)

### Premiers secrétaires entre 1976 et 1997
- Sir Denys Tudor Emil Roberts (1976–1978)
- Sir Jack Cater (1978–1981)
- Sir Charles Philip Haddon-Cave (1981–1985)
- Sir David Akers-Jones (1985–1987)
- Sir David Robert Ford (1987–1993)
- Anson Chan Fong On-sang (1993–1997)

### Premiers secrétaires de l’administration depuis 1997
- Anson Chan Fong On-sang (1997–2001)
- Sir Donald Tsang Yam-kuen (2001–2005)
- Rafael Hui Si-yan (2005–2007)
- Henry Tang (2007-2011)
- Stephen Lam (2011-2012)
- Carrie Lam (2012-2017)
- Matthew Cheung (2017-2021)
- John Lee Ka-chiu (2021-2022)
- Eric Chan (depuis 2022)